# Dłużec (powiat mrągowski)
Dłużec (niem. Langendorf) – wieś w Polsce położona w województwie warmińsko-mazurskim, w powiecie mrągowskim, w gminie Piecki. W latach 1975–1998 miejscowość należała administracyjnie do województwa olsztyńskiego.

## Historia
Wieś Dłużnica (niem. Dlusnitz) istniała już w 1554 r., W 1555 r. książę Albrech nadał Pawłowi Skolcowi sołectwo z dwoma łanami na prawie chełmińskim celem założenia wsi czynszowej na 54 łanach nad jeziorem Dłużec. Mieszkańcom przysługiwało połowu ryb w jeziorze, na własne potrzeby. Przed 1740 r. powstała szkoła. W 1785 r. we wsi było 30 domów, w 1815 roku - 29 domów ze 188 mieszkańcami. W tym czasie (1818 r.) w szkole nauczycielem był Jan Cherubin a uczyło się w niej 36 dzieci. W 1838 r. we wsi mieszkało 374 osoby w 76 domach. W 1935 r. w dwuklasowej szkle uczyło się 89 dzieci. W tym czasie Dłużec należał do parafii w Nawiadach. W 1939 r. w Dłużcu mieszkało 566 ludzi.